# 網上行Love Music第二擊《人神鬥》概念音樂會
網上行Love Music第二擊《人神鬥》概念音樂會是香港歌手陳奕迅的一個音樂會，表面為音樂會，實為音樂劇，並邀得劉浩龍、何超儀等出演。

## 簡介
「網上行Love Music第二擊《人神鬥》概念音樂會」是為宣傳陳奕迅新歌「人神鬥」，而且是一個音樂劇，主題為地球只剩下一個人，所以就有很多守護天使要「搶生意」，每個天使也有自己的「賣點」：物慾、愛、情慾、憤怒、回憶。本音樂劇為經張學友的雪狼湖後的大型香港音樂劇。

## 出演歌手
- 陳奕迅
- 劉浩龍
- 范曉萱
- 何超儀
- 詹瑞文
- Soler
- 林子祥
- at17

## 主要曲目
開場 - 最後一個人（陳奕迅）
1. 人神鬥　曲：王雙駿，詞：周耀輝
2. Dear God　曲：陶喆，詞：娃娃、陶喆（原唱：陶喆）
3. 他一個人　曲：蔡德才，詞：黃偉文
4. 我要（背景音樂：隨意門）　曲：張佳添

金錢愛神 豪裝登場（陳奕迅、at17）
1. 天使的禮物　曲：陳輝陽，詞：林夕（陳奕迅）（和at17合唱）
2. 我的驕傲　曲：陳光榮，詞：黃偉文（背景音樂）
3. 第五個現代化　曲:蔡一智，詞：周耀輝（陳奕迅）（at17演唱）
4. 我係小忌廉　曲：（有待確認），詞：（有待確認）（原唱：戴蘊慧，at17演唱）
5. 黃金戰士　曲：山本正之，詞：鄭國江（原唱：胡渭康，陳奕迅、at17演唱）
6. 藍精靈　曲：顧嘉煇，詞：鄭國江（原唱：小太陽合唱團，陳奕迅、at17演唱）
7. Can't Buy Me Love　曲：約翰·藍儂，詞：（有待確認）（原唱：披頭四樂團，at17演唱）
8. The Best Is Yet To Come　曲：林一峰，詞：林一峰（at17）
9. 不良嗜好　曲：	林一峰，詞：黃偉文（陳奕迅）
10. 喜氣洋洋　曲：五輪真弓，詞：鄭國江（原唱：徐小鳳，陳奕迅、at17演唱）
11. 錢錢錢錢　曲：雷頌德，詞：林夕（原唱：古巨基，陳奕迅、at17演唱）

情歌愛情 情歌大亂唱（陳奕迅、劉浩龍）
1. K歌之王　曲：陳輝陽，詞：黃偉文（劉浩龍演唱）
2. That’s why you go away　曲、詞：Jascha Richter（原唱：米高學搖滾，劉浩龍演唱）
3. 愛很簡單　曲：陶喆，詞：娃娃（原唱：陶喆，劉浩龍演唱）
4. 漣漪　曲：陳百強，詞：鄭國江（原唱：陳百強，陳奕迅演唱）
5. 妳的名字我的姓氏　曲：李偲菘，詞：林夕（原唱：張學友，陳奕迅、劉浩龍演唱）
6. 愛的根源　曲：陳斐立，詞：林敏驄（原唱：譚詠麟，陳奕迅演唱）
7. 風繼續吹　曲：Ryudo Uzaki、Youko Agi，詞：古倩敏
8. 傷信　曲：西村由紀江，詞：周禮茂（原唱：陳奕迅，劉浩龍演唱）
9. 幻影　曲：林敏怡，詞：林敏驄（原唱：譚詠麟，陳奕迅演唱）
10. 明年今日　曲：陳小霞，詞：林夕（原唱：陳奕迅，劉浩龍演唱）
11. 思覺失調　曲、詞：Keith Ling（和陳奕迅合唱）
12. 艦隊　曲：雷頌德，詞：黃偉文（原唱：梁漢文，陳奕迅、劉浩龍演唱）
13. 阿牛　曲：雷頌德，詞：林夕（和劉浩龍合唱）
14. 中大合唱團、陳奕迅、劉浩龍MEDLEY：每天愛你多一些 + 非走不可 + 幸福摩天輪 + 逃避你 + 霧之戀 + 情深說話未曾講 + 捨不得妳 + 我說過要你快樂 +  難得有情人+ 懷念著你+ 愛如潮水 + 分手總要在雨天 + 對你太在乎 + 眼紅紅 + 心仍是冷 + 越吻越傷心 + 我說過要你快樂 + 一起走過的日子 + 少女的祈禱 + 好心分手 + 讓我跟你走 + 七友 + 依然 + 思覺失調 + 高妹 + 愛與誠

情慾愛神 貼身起舞（陳奕迅、范曉萱）
1. 我有我愛你　曲：陳輝陽，詞：林夕（范曉萱演唱）
2. 我要我們在一起　曲、詞：李泉（范曉萱）
3. 人工智能　曲:	Gilitte Leung，詞：Edward Chan（和范曉萱合唱）
4. 低等動物　曲：錢文璟，詞：黃偉文（陳奕迅）

恨意衝擊（陳奕迅、何超儀、Soler）
1. War is you　曲：（有待確認），詞：（有待確認）（原唱：（有待確認），陳奕迅、何超儀、Soler演唱）
2. 反高潮　曲：陳奕迅，詞：黃偉文（和何超儀、Soler演唱）
3. Don’t say it’s over　曲：Dino Acconci，詞：郭薾多（和何超儀、陳奕迅）
4. Make the whole world dance　曲：林一峰，詞：林一峰（at17）

回憶愛神的感動（陳奕迅、詹瑞文、林子祥）
1. The Marvelous Toy　曲：（有待確認），詞：（有待確認）（原唱：Seamus Kennedy，詹瑞文演唱）
2. The Way We Were　曲：（有待確認），詞：（有待確認）（原唱：Barbra Streisand，陳奕迅、詹瑞文演唱）
3. 錢錢錢錢　曲：雷頌德，詞：林夕（原唱：古巨基，陳奕迅、at17演唱）
4. 追憶　曲：林子祥，詞：林振強（原唱：林子祥，陳奕迅演唱）
5. 單車　曲：柳重言，詞：黃偉文（和林子祥演唱）
6. 時光倒流二十年　曲：伍樂城，詞：林夕（和詹瑞文演唱）

結束 - 找到了愛嗎？（陳奕迅）
1. 浮誇　曲：C.Y. Kong，詞：黃偉文
2. 怕死　曲：雷頌德，詞：黃偉文
3. 夕陽無限好　曲：Eric Kwok，詞：林夕